# Braun Róbert (marketingstratéga)
Braun Róbert (Budapest, 1966. február 22. –) egyetemi kutató, oktató, marketingstratéga. Az ELTE BTK-n végzett, a filozófiai tudományok kandidátusa, habilitált egyetemi kutató. Jelenleg a bécsi Institute for Advanced Study vezető kutatója, valamint a brnói Masaryk egyetem privát docense.
Oktatott az ELTE-n, a JPTE-n, a brnói Masaryk egyetemen, a bécsi Lauder Business Schoolban, a Budapesti Corvinus Egyetem Marketingkommunikáció tanszékén. A Corvinus Egyetemen 1994-től tartó oktatói jogviszonyát 2019. szeptember 2-án megszüntette. A Sziget Fesztivál kommunikációs igazgatója, az Index.hu Zrt. alapítója, stratégiai és kommunikációs igazgatója, Medgyessy Péter miniszterelnök kommunikációs vezetője, Gyurcsány Ferenc miniszterelnök stratégiai főtanácsadója 2005 elejéig, a Magyar Kerékpárosklub elnökségi tagja (2007-2012), 2009 és 2012 között Simor Andrásnak, az MNB elnökének tanácsadója. Magyarországon a vállalati társadalmi felelősségvállalás meghonosítója.

## Életútja

### Tanulmányai
Az Eötvös Loránd Tudományegyetem Bölcsészettudományi Karán végez, majd Komoróczy Géza tanítványaként az ELTE Assziriológiai és Hebraisztikai Tanszékén aspiráns. 1992-93-ban Soros ösztöndíjas az Egyesült Államok-béli Rutgers University történelem tanszékén, majd ugyanott, a Center for Historical Research kutatóintézetben kutató. 1996-97-ben az wassenari Institute for Advance Study kutatója. Egyetemi doktori címet az ELTE BTK-n, a filozófiai tudományok doktora címet 2002-ben a Magyar Tudományos Akadémián, habilitációját a brnói Masaryk Egyetemen szerezte 2021-ben.

### Tudományos pályája és munkássága
Jelenleg a bécsi Institute for Advanced Studies (Institut für Hohere Studien) Techno Science and Societal Transformation kutatócsoportjának vezető kutatója (senior researcher). Kutatási területe az Anthropocene politikai ontológiája, a kvantumelmélet társadalmi alkalmazása. Foglalkozott az autonóm mobilitás (a vezető nélküli autók) és annak társadalmi hatásaival, valamint a technológiai tudással kapcsolatos társadalmi-politikai viszonyok alakulásával. Korábban a  bécsi Lauder Business School professzora, ahol tudományfilozófiát, üzleti etikát, valamit felelős kutatás és innovációt (Responsible Research and Innovation) tanított. Ezek mellett a budapesti Corvinus Egyetem Marketing Intézetének docense, ahol CSR-t és politikai marketinget tanított. 2019. szeptember 2-án megszüntette oktatói jogviszonyát a Corvinus Egyetemen. Jelenleg a Masaryk egyetemen és a bécsi Műszaki egyetemen tanít.
A kilencvenes évek elején történetfilozófiával, a narrativitás elméletével, a jelentésadás folyamatával foglalkozik. Ezzel kapcsolatos kutatásai és eredményei 1995-ben Holocaust, elbeszélés, történelem címmel az Osiris kiadónál jelennek meg. Később foglalkozik a narratív identitás elméletével, majd társadalmi kérdések felől érdeklődése az üzleti identitások illetve a közösségi értékteremtés folyamatai felé fordul. A marketing területén előbb CSR-el (corporate social responsibility—vállalati társadalmi felelősségvállalás), majd márkázással foglalkozik. Ezzel kapcsolatos kutatásai az akadémiai kiadó által megjelentetett Vállalati társadalmi felelősségvállalás, valamit angolul a CEU University Press által kiadott Corporate Stakeholder Democracy című munkáiban érhetőek el. A társadalmi értékteremtés mikroszintű folyamatai mellett tanulmányozza a makroszintű értékváltozási folyamatokat, így a jóllét (wellbeing) elméleteket és azok gyakorlati alkalmazhatóságát és közpolitikai jelentőségét is. Legutóbbi könyve, a Post-Automobility Futures (Rowman & Littlefield, 2022) egyebek mellett az autonóm mobilitiás és az azzal kapcsolatos kutatás és fejlesztés, az innováció társadalmi episztemológiájával (social epistemology), az automobilitás politikai ontológiájával, illetve a technológia és a társadalom kölcsönhatásainak politikájával foglalkozik.

### Üzleti pályája
Az egyetem elvégzése után a Cserépfalvi Könyvkiadó főszerkesztője, később a Sziget Fesztivál kommunikációs igazgatója. Részt vesz az index.hu alapításában, a részvénytársasággá alakulás után az Index.hu Zrt. vezérigazgató-helyettese és egyik tulajdonosa. 2005-ben alapítja a B&P Braun & Partners stratégiai tanácsadó céget, melynek ügyvezetője, 2011 januárjától megszűnéséig egyik tulajdonosa a Független Hírügynökségnek.
2009. júniusától 2012. októberéig Simor Andrásnak, a Magyar Nemzeti Bank elnökének a tanácsadója, 2012 januárjától 2012 májusáig a Népszabadság Zrt. igazgatóságának tagja.
2011-ben alapító elnöke a New Economics Fórum Alapítványnak, mely a jóllét gazdaságtanának népszerűsítésére, a magyarországi közpolitikai gondolkodásban való megjelenítésére törekszik.

### Politikai, közéleti pályája
A nyolcvanas években részt vett emberi jogi szervezetek alapításában, a Társaság a Szabadságjogokért (TASZ) alapító tagja, a Raoul Wallenberg Egyesület alapítója és később elnöke. 1991-ben alapító főszerkesztője volt a Café Bábel című negyedéves folyóiratnak. A kilencvenes évek közepén az SZDSZ elnökének, Pető Ivánnak volt a tanácsadója, 1996-1997-ben az SZDSZ elnökének kabinetfőnöke. 1999-ben az Internetto-ból kivált Index.hu-nak volt az alapító tagja. 2001-ben részt vett az Magyar Szocialista Párt kampányában, 2002-ben Medgyessy Péter miniszterelnök tanácsadója, 2003-2004-ben a Miniszterelnöki Hivatal Nyilvános Kapcsolatokért felelős helyettes államtitkára volt. 2004 májusában lemondott, majd Gyurcsány Ferenc miniszterelnök stratégiai tanácsadója volt 2004. októbere és 2005. áprilisa között. 2005 áprilisában lemondott tisztségéről és távozott a Miniszterelnöki Kabinetből. 2007-2012 között a Magyar Kerékpárosklub elnökségi tagja volt. 2012-ben kiderült róla, hogy egy ideje már az MSZP tagja volt, ezt követően lemondott az MNB-ben betöltött tisztségéről (a jegybankelnök tanácsadója volt).
Felesége dr. Braun-Rozgonyi Krisztina hírközlés-szabályozási szakember, a Nemzeti Hírközlési Hatóság korábbi elnöke, a bécsi egyetem Média Intézetének kutatója és tanára, két gyermekükkel Bécsben élnek.

### Publikációi
- Post-Automobility Futures, New York, 2022
- Improve alignment of research policy and societal values, Science Magazine, 03 Jul 2020 (with Novitzky et al)
- Corporate Stakeholder Democracy, New York/Budapest, 2019
- The Holocaust and Problems of Historical Representation. History and Theory, Vol. 33, No. 2 (May, 1994), pp. 172–197
- Holocaust, elbeszélés, történelem. Osiris Kiadó, Budapest, 1995.
- The Holocaust and Problems of Representation, In.: The Post-Modern History Reader (ed.: Keith Jenkins), Routledge, 1997, pp. 418–425.
- A poszt-tradicionális identitás elmélete. 50 éves a Budapesti Közgazdaságtudományi Egyetem. Budapesti Közgazdaságtudományi Egyetem, Budapest. 1998. p. 669-675. o.
- A WTC elleni támadás kommunikációs hatásai. Marketing & Menedzsment 1, 22-26.
- Baseline study on CSR - Practices in the New EU Member States and Candidate Countries. Kutatási jelentés. UNDP, 2007
- Elismerés és identitás. Fordulat különszám, 2007, p. 44-78.
- Magyarország márka : miért (ne)? Marketing & Menedzsment 2, 48.
- Kétharmad mindennap - A márkaközösségeknek a politikán túlmutató erejéről. Figyelő, 22, 49.
- Piszkos Fred almája. Írások; Jaffa, Bp., 2010
- Vállalati társadalmi felelősségvállalás  vállalatok politikája; Akadémiai, Bp., 2015 (Marketing szakkönyvtár)
- Faltól falig Amerika; 21. Század, Bp., 2019